# 高越山谷五郎
高越山 谷五郎（こうずざん（こうずさん） たにごろう、1834年〈天保5年〉もしくは1838年〈天保9年〉 - 1890年〈明治23年〉11月3日）は摂津国兵庫（現・兵庫県神戸市兵庫区）出身の大相撲力士。本名は高芳 幸三郎。所属部屋は千田川部屋。大阪相撲で2人目の横綱となった。吉田司家の横綱免許でないため日本相撲協会公認の横綱には加えられていない。

## 略歴
大坂の6代千田川（岩木山平吉）に入門し、初め小長龍と名乗ったとされるが番付で確認できないという。1855年（安政2年）6月藤見崎 由蔵の名で中相撲三段目に登場。1858年（安政5年）6月若駒 由蔵と改名。1860年（万延元年）10月江戸に出て高越山 谷五郎の名で幕下格で出場し以後1862年（文久2年）11月まで5場所幕下で取り最高位は25枚目。19連勝も記録した。1862年6月大坂でも高越山谷五郎と改め1866年（慶応2年）京都での大場所に梅ヶ谷と共に土付かずの成績を残し評判となった。1869年（明治2年）3月陣幕久五郎による番付改革により中頭から一躍小結に抜擢される。同年8月関脇、1871年（明治4年）7月大関に上り1873年（明治6年）3月の京都での合併相撲に際して五条家から横綱免許を受けた。八陣信蔵に次いで大阪相撲2人目の横綱である。1874年（明治7年）10月の三都合併相撲の大阪での興行を最後に廃業した。1876年（明治9年）の大阪相撲での紛擾に際しては脱走した小野川、千田川系の力士たちの頭目に推され「開花社」を設立。興行を打ち自らは横綱土俵入りを披露した。1880年（明治13年）に残留組と和解するが、当人は大阪相撲に戻らず地元の兵庫相撲の頭取となり、現役時代から副業としていた風呂屋「高越湯」を経営した。1890年（明治23年）11月3日、コレラのため死去。享年56（52の説もある）。